# ريكون (مغني)

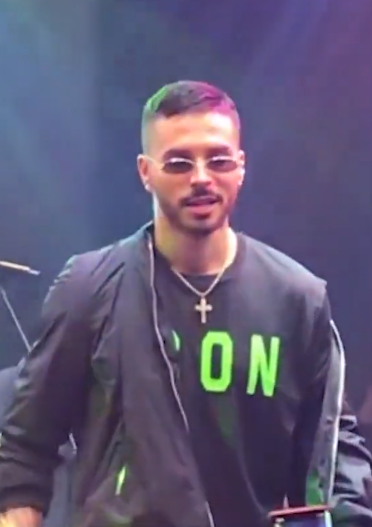
ريكون في إحدى حفلاته في عام 2019

أندريس فيليبي روبليدو لوندونو (من مواليد 12 ديسمبر 1986)،  المعروف باسم ريكون إل ليدر «القائد» (بالإسبانية:Reykon أو Reykon El Líder)  هو مغني ريغيتون من كولومبيا. يعتبر أحد أكبر مؤيدي نوع موسيقى الريغيتون في أمريكا اللاتينية. إنه من إنفيجادو ، أنتيوكيا.

## ديسكوغرافيا

### ألبومات الاستوديو
- إل ليدر (2018)

### أغاني فردية
- لا سانتا
- سينوريتا
- سين ميدو
- لا تحرشات ماس
- توتوروا
- Cuando Te Vi
- Secretos
- ديسفروتا لا فيدا
- El Error
- سيلفي
- El Chisme
- El Chisme remix (يضم J Alvarez وKevin Roldan)
- Dejame Te Explico
- Pa 'Eso (يضم براينت مايرز)
- TBT
- مالا
- Kiss (El Último Beso) (يضم Kapla Y Miky)
- جناح لا

### التعاونات
- «سينوريتا» (يضم دادي يانكي)
- "Rapampam" (يضم فاروكو)
- ريمكس "Secretos" (يضم نيكي جام)
- "Se Aloca" (يضم جي بالفين)
- "Renuncio" Remix (يضم جيوفاني أيالا)
- "Tu Cuerpo Me Llama" (يضم لوس مورتال كومبات)
- "301" (يضم كارول جي)
- "Cuando Te Vi" (يضم ليل سيلفيو وإيل فيجا)
- "La Noche es Una" (يضم Sonny & Vaech)
- «مي نوش» (يضم كانون)
- ريمكس "El Besito" (يضم باسابوردو)
- «تي جيتو» (يضم بايب كالديرون)
- "Te lo Juro Por Ti" (تتميز بحجم صغير)
- "Con Mi Flow" (يضم ماجيك جوان)
- "Cocoloco" (تتميز بأسلوب خوانشو)
- ريمكس «ديجات عمار» (يضم يانديل ود. عوزي)
- ريمكس "Tal Como Eres" (يضم Divino و Ñejo وJ lvarez)
- «أمور دي بريمافيرا» (يضم لوكاس أرناو)
- "Imaginándote" (يضم دادي يانكي)
- "Aquí No Paso Na" (يضم Golpe a Golpe)
- «نينيا بونيتا» (بطولة أندريه مارسيل)
- "Hagamos Algo" (يضم داني واي ماجنيتو)
- "Tu Ángel Guardián" (يضم بايب كالديرون)
- "Ella Entra En Calor" (بطولة موستا مان)
- ريمكس "El Error" (يضم زايون و لينوكس)
- "De Sol a Sol" (يضم ألكيلادوس وسيباستيان ياترا ومارتينا لا بيليغروسا)
- «على طول الطريق» (يضم بيبي ريكسا)
- «نويسترو بلانيتا» (Kali Uchis تتميز Reykon)
- "El Chisme Remix" (يضم جي ألفاريز وكيفين رولدان)
- "Brindare" (يضم Maja)
- «ديليريو» (يضم آندي ريفيرا)
- "Pa Eso" (يضم براينت مايرز)
- «بوم بوم دالي دالي» (مايتي بيروني يضم ريكون)
- «ميديلين» (كيفن رولدان يضم ريكون وريان كاسترو)

## روابط خارجية
- الموقع الرسمي لريكون